# You Really Got Me
You Really Got Me ist ein Rock-Song, der von Ray Davies geschrieben und von seiner Band The Kinks im Jahre 1964 eingespielt wurde.

## Entstehung
Im Sommer 1964 war die Band unter großen Druck von ihrer Plattenfirma Pye geraten, nachdem ihre ersten beiden Singles erfolglos geblieben waren. Es musste jetzt ein Erfolg her. Der Song war ursprünglich als Jazz-Stück im Stile Gerry Mulligans geschrieben. Ray Davies ließ sich dafür auf dem Klavier von Jimmy Giuffres Komposition Train and the River (erstmals am 3. Dezember 1956 in den Capitol Studios von Los Angeles aufgenommen; LP The Jimmy Giuffre 3, Januar 1957) inspirieren und erarbeitete das aus nur drei Akkorden bestehende Riff, das Dave Davies auf der Gitarre spielte. Ray Davies wollte mit You Really Got Me ein ähnliches Lied schreiben wie Louie Louie von den Kingsmen. You Really Got Me entstand, als Dave Davies versuchte, die Akkorde von Louie Louie nachzuspielen. In einem anderen Interview im Jahre 1998 bezeichnete er das Lied als eine Hommage auf die großen Blues-Leute Leadbelly und Big Bill Broonzy. Zu dem Gitarren-Riff des Stückes soll ihn der Song Tequila der Champs inspiriert haben.
Insgesamt nahm Musikproduzent Shel Talmy mit den Kinks den Song You Really Got Me dreimal in drei Londoner Tonstudios auf. Die erste Aufnahme vom 18. März 1964 in den Londoner Regent Sound Studios hatte ein langsames Blues-Feeling; ihr war viel Nachhall unterlegt. Von ihr glaubte Shel Talmy, dass sie ebenfalls ein Hit geworden wäre. Ray Davies bestand aber auf einem schnelleren Tempo. Am 15. Juni 1964 entstand in den Pye Studios (Studio 2) eine temporeichere Fassung, deren Produktionskosten von 85 £ Talmy selbst bezahlen musste. Auch hiermit war Davies nicht zufrieden. Nächster Aufnahmetermin war der 12. Juli 1964 in den IBC Studios, wo zusammen mit It’s All Right auf einer 3-Spur-Ampex eine noch schnellere Fassung eingespielt wurde. Sie wurde für die spätere Single ausgesucht.
Den markanten Verzerrersound der Gitarre erreichte der Gitarrist Dave Davies, indem er die Lautsprechermembran seines El Pico-Gitarrenverstärkers mit einer Rasierklinge aufschnitt und Nadeln hineinsteckte. Das Gitarrensignal wurde dann an einen Vox AC-30 weitergeleitet. Als Gitarre setzte er die semi-akustische Harmony Meteor ein.
Aus dieser letzten Aufnahmesession ging einer der frühesten Hits, der Gebrauch von Powerchords machte, hervor und beeinflusste dadurch Rock-Musiker in den Stilrichtungen Heavy Metal und Punkrock. Der amerikanische Musikwissenschaftler Robert Walser schreibt, dass es „der erste Hit war, der um Powerchords herumgebaut war“, und die Kritikerin Denise Sullivan von Allmusic schreibt, You Really Got Me sei „eine Song-Vorlage für das Hardrock- und Heavy-Metal-Genre“. Es fällt der beinahe Punk-Rock-ähnliche Drive auf.

## Veröffentlichung
Die Titel You Really Got Me und It’s All Right (Pye Records 7N.15673) wurden am 4. August 1964 als dritte Single der Band veröffentlicht. Am 2. Oktober 1964 erschien You Really Got Me als Teil des selbstbetitelten Debütalbums (Katalognummer: NPL 18 096).

## Besetzung
Publikationen in jüngerer Zeit geben als vollständige offizielle Besetzung die Gruppenmitglieder Ray Davies (Gesang und Rhythmusgitarre), Dave Davies (Leadgitarre) und Pete Quaife (Bass) an. Diese wurden unterstützt von den Studiomusikern Bobby Graham (Schlagzeug) und Arthur Greenslade (Piano). Der eigentliche Kinks-Schlagzeuger Mick Avory spielte lediglich Tamburin.
Das Gitarren-Solo des Stücks hat einen der langlebigsten Mythen der Rockmusik ausgelöst. Es wird immer wieder behauptet, dass es nicht vom Leadgitarristen der Kinks, Dave Davies, gespielt worden sei, sondern von dem damaligen Studiomusiker Jimmy Page, der später bei den Yardbirds einstieg und noch später Led Zeppelin gründete. Unter anderem behauptete dies Jon Lord, der spätere Keyboarder von Deep Purple, der auf der Aufnahme Klavier gespielt haben will. Jimmy Page selbst hat dies allerdings immer bestritten. Der Produzent Shel Talmy hat die Kontroverse in einem Interview wie folgt beendet: „Mal ehrlich, Jimmy Page hat nicht das Solo auf ‚You Really Got Me‘ gespielt, was ich ungefähr 5000 Mal zu Leuten gesagt habe, die darauf bestanden haben, dass er es war. Der Grund, warum ich Jimmy auf Kinks-Platten einsetzte, war, dass Ray Davies nicht so wirklich gleichzeitig Gitarre spielen und singen wollte. Das heißt, Jimmy spielte damals Rhythmusgitarre.“

## Rezeption
Das Musikmagazin Rolling Stone platzierte das Stück an Stelle 82 ihrer 500 besten Songs aller Zeiten und an Nummer 4 der „100 besten Gitarren-Songs aller Zeiten“. Im Jahr 2005 wurde das Lied in einer BBC-Radio-Abstimmung zum besten britischen Lied in der Dekade 1955–1965 gekürt. Im selben Jahr stellte die Zeitschrift Q es an Platz 9 in ihrer Liste der „100 besten Gitarren-Songs“. 2009 wurde es von VH1 auf Platz 57 der „besten Hard-Rock-Songs“ gesetzt.

## Kommerzieller Erfolg

### Chartplatzierungen
You Really Got Me avancierte zum Nummer-eins-Hit in den britischen Singlecharts. In den US-amerikanischen Billboard Hot 100 wurde es mit Rang sieben ein Top-10-Erfolg. Darüber hinaus erreichte es Chartplatzierungen in Deutschland (Rang 31) sowie in Belgien (Rang 42).
| ChartsChartplatzierungen       | Höchstplatzierung | Wochen/ Monate |
| ------------------------------ | ----------------- | -------------- |
| Deutschland (GfK)              | 31 (1,5 Mt.)      | 1,5 Mt.        |
| Vereinigte Staaten (Billboard) | 7 (15 Wo.)        | 15 Wo.         |
| Vereinigtes Königreich (OCC)   | 1 (12 Wo.)        | 12 Wo.         |

| ChartsJahrescharts (1964)      | Platzierung |
| ------------------------------ | ----------- |
| Vereinigte Staaten (Billboard) | 78          |

### Auszeichnungen für Musikverkäufe
Die Single verkaufte sich laut Quellen und Schallplattenauszeichnungen weltweit über 1,4 Millionen Mal, davon über 750.000 Mal in den Vereinigten Staaten und 600.000 Mal im Vereinigten Königreich.
| Land/Region                  | Auszeichnungen für Musikverkäufe (Land/Region, Auszeichnung, Verkäufe) | Verkäufe  |
| ---------------------------- | ---------------------------------------------------------------------- | --------- |
| Italien (FIMI)               | Gold                                                                   | 50.000    |
| Spanien (Promusicae)         | Gold                                                                   | 30.000    |
| Vereinigte Staaten (RIAA)    | —                                                                      | 750.000   |
| Vereinigtes Königreich (BPI) | Platin                                                                 | 600.000   |
| Insgesamt                    | 2× Gold · 1× Platin ·                                                  | 1.430.000 |

## Coverversionen
Von You Really Got Me gibt es mindestens 61 Coverversionen. Die US-amerikanische Hard-Rock-Band Van Halen coverte den Song 1978 auf ihrem Debütalbum Van Halen. Er wurde als Single-Auskopplung ein populärer Radio-Hit, der die Karriere der Band auf den Weg brachte, ähnlich wie dies 14 Jahre vorher bei den Kinks der Fall gewesen war.
Weitere Coverversionen gibt es unter anderem von:
- Mott the Hoople als Instrumentalversion auf dem Album Mott the Hoople (1969)
- Robert Palmer auf dem Album Double Fun (1978)
- Oingo Boingo auf ihrem Album Only a Lad (1981)
- Helen Schneider auf dem Album Schneider with the Kick  (1981)
- Sly & the Family Stone auf dem Album Ain’t but the One Way (1982)
- King Size Dick un die Fädije: Mer gonn nohm FC (1983)
- Armand Van Helden auf seinem Album Gandhi Khan (2001)
- Eve 6, deren Version im Soundtrack von The New Guy (2002) enthalten ist
- Metallica zusammen mit Ray Davies auf dessen Soloalbum See My Friends (2010)
- Ali Campbell auf seinem Album Great British Songs (2010)